# Acantholimon kokandense
Acantholimon kokandense är en triftväxtart som beskrevs av Aleksandr Andrejevitj Bunge. Acantholimon kokandense ingår i släktet Acantholimon och familjen triftväxter. Inga underarter finns listade i Catalogue of Life.